# Liste der Auslandsvertretungen der Malediven

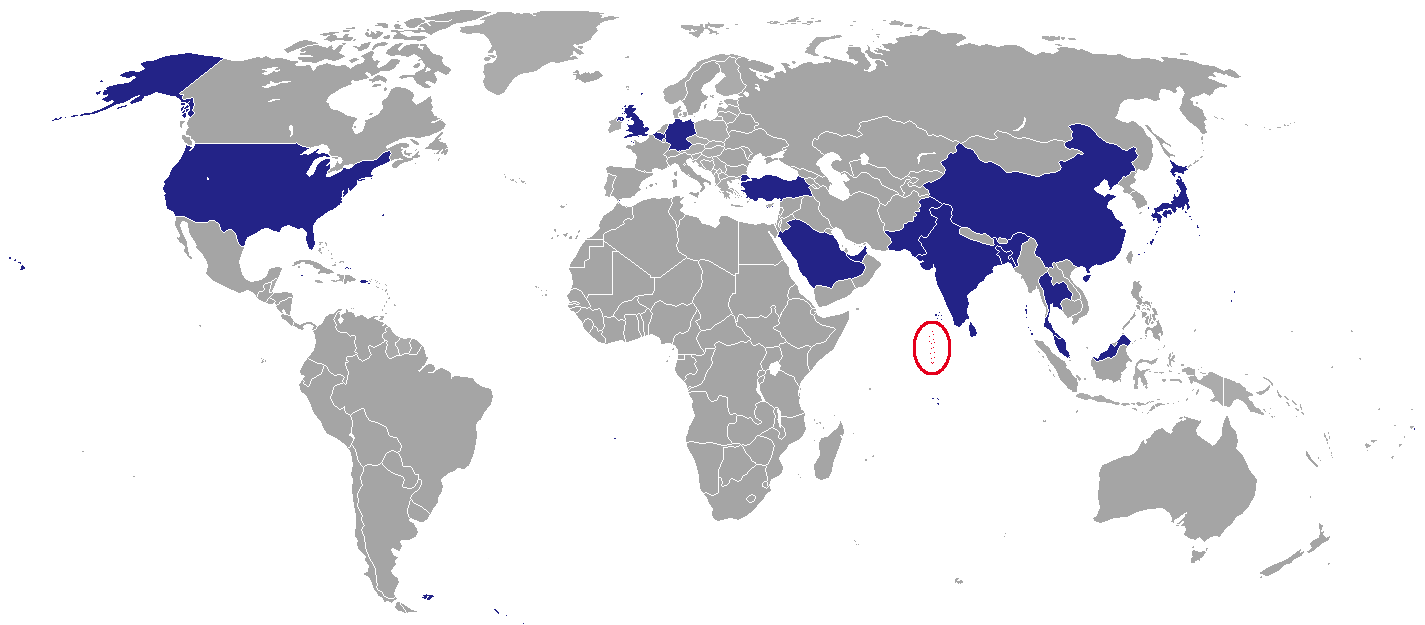
Standorte der diplomatischen Vertretungen der Malediven

Dies ist eine Liste der diplomatischen und konsularischen Vertretungen der Malediven.

## Diplomatische und konsularische Vertretungen

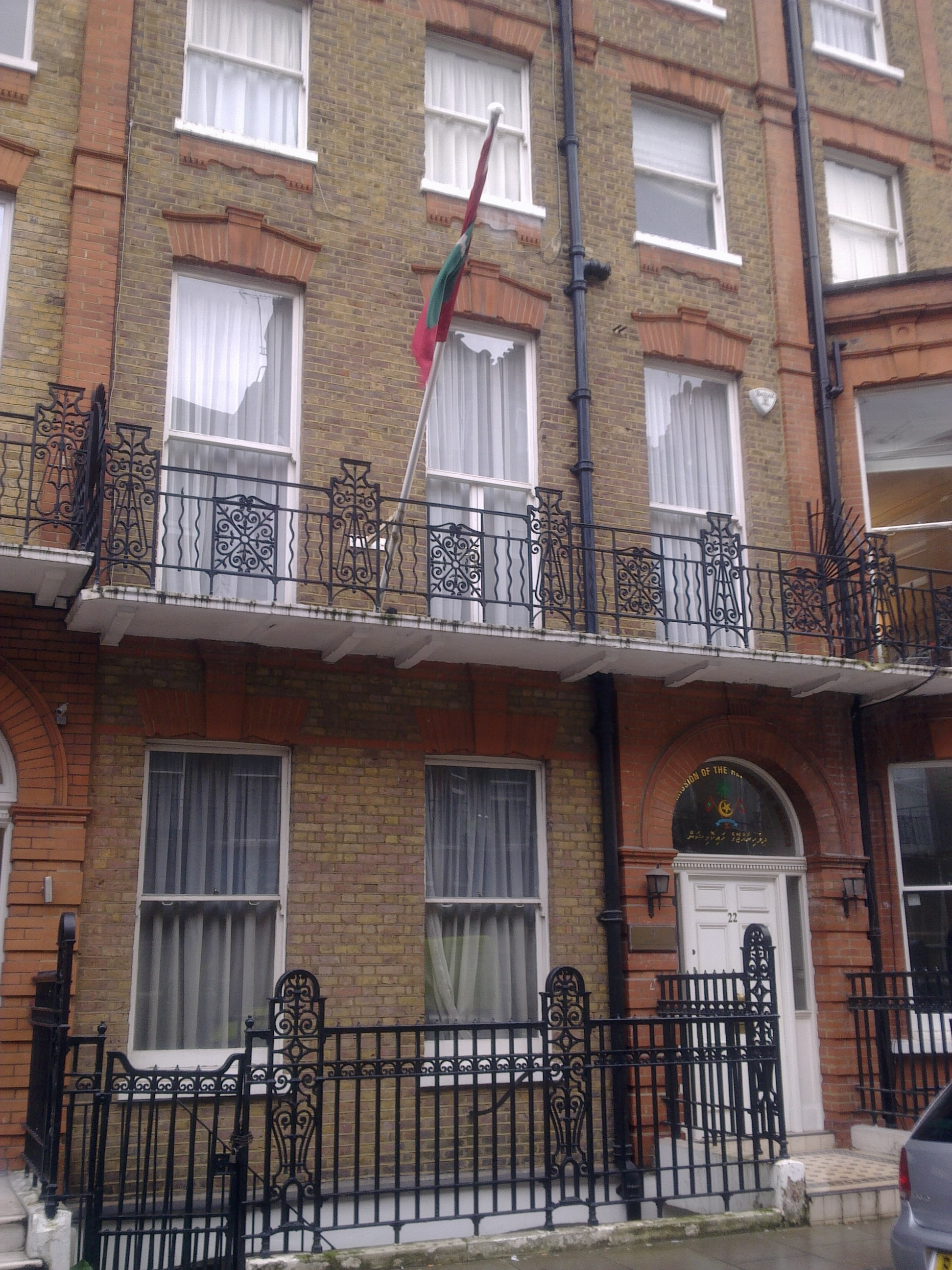
Hohe Kommission der Malediven in London

### Asien
| - Bangladesch: Dhaka, Hohe Kommission - Volksrepublik China: Peking, Botschaft - Indien: Neu-Delhi, Hohe Kommission - Indien: Thiruvananthapuram, Konsulat - Japan: Tokyo, Botschaft - Malaysia: Kuala Lumpur, Hohe Kommission | - Pakistan: Islamabad, Hohe Kommission - Saudi-Arabien: Riad, Botschaft - Singapur: Singapur, Hohe Kommission - Sri Lanka: Colombo, Hohe Kommission - Thailand: Bangkok, Botschaft - Vereinigte Arabische Emirate: Abu Dhabi, Botschaft |

### Europa
- Belgien: Brüssel, Botschaft
- Deutschland: Berlin, Botschaft
- Vereinigtes Königreich: London, Hohe Kommission

## Vertretungen bei internationalen Organisationen
- Vereinte Nationen: New York, Ständige Mission
- Vereinte Nationen: Genf, Ständige Mission